# Драганци
Драганци (болг. Драганци) — село в Бургасской области Болгарии. Входит в состав общины Карнобат. Находится примерно в 9 км к югу от центра города Карнобат и примерно в 40 км к западу от центра города Бургас. По данным переписи населения 2011 года, в селе  проживало 140 человек.

## Население
| Год     | 1934 | 1946 | 1956 | 1965 | 1975 | 1985 | 1992 | 2001 | 2011 |
| ------- | ---- | ---- | ---- | ---- | ---- | ---- | ---- | ---- | ---- |
| Жителей | 489  | 605  | 531  | 426  | 333  | 268  | 223  | 191  | 140  |

| Национальность | Человек | Процент |
| -------------- | ------- | ------- |
| болгары        | 129     | 92,14%  |
| цыгане         | 7       | 5%      |
| другие         | 4       | 2,86%   |
| Всего ответов  | 140     |         |

|  |